# Mésorégion métropolitaine de Recife

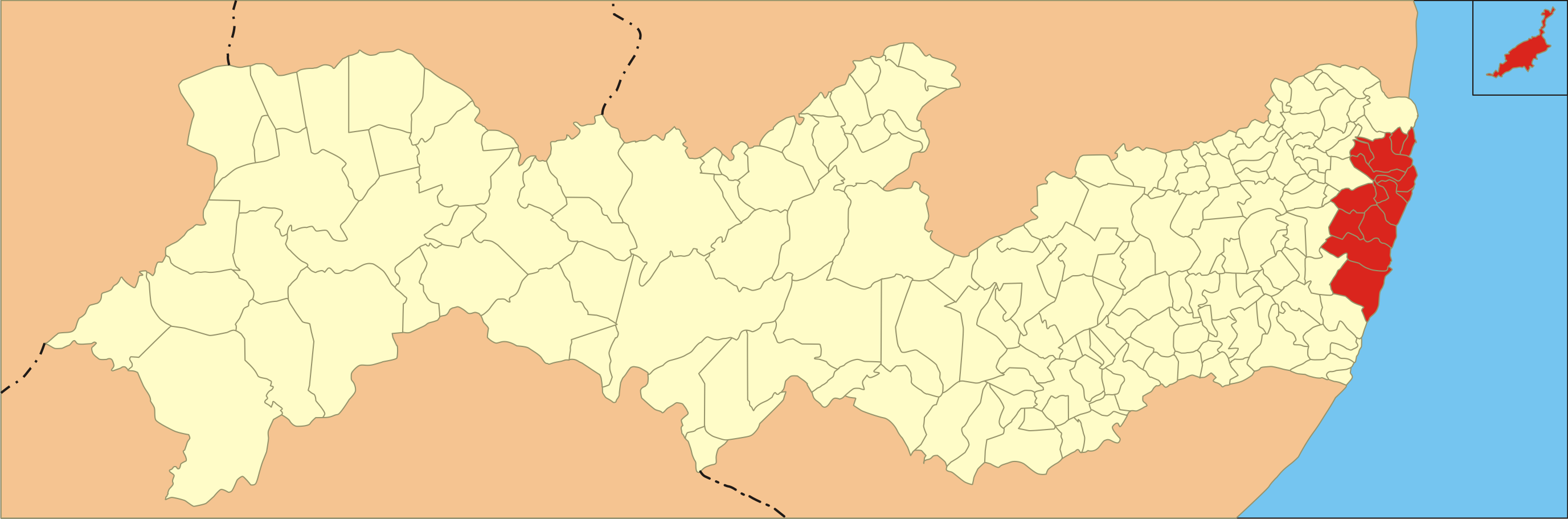
Mésorégion métropolitaine de Recife

La mésorégion métropolitaine de Recife est l'une des cinq mésorégions de l'État du Pernambouc. Elle regroupe quatre microrégions.

## Données
La région compte environ 4 900 000 habitants.

## Microrégions[1]
La mésorégion métropolitaine de Recife est subdivisée en quatre microrégions :
- Fernando de Noronha ;
- Itamaracá ;
- Recife ;
- Suape.